# Георг VI
Гео́рг VI (англ. George VI, крестильные имена Альберт Фредерик Артур Джордж; 14 декабря 1895[…], Норфолк — 6 февраля 1952[…], Сандрингемский дворец, Норфолк) — король Соединённого Королевства Великобритании и Северной Ирландии и доминионов Британского содружества с 11 декабря 1936 года и до своей смерти 6 февраля 1952 года. Известен прежде всего как символ борьбы Великобритании и стран Британской империи против нацистской Германии во Второй мировой войне.
Вступил на престол после отречения своего брата, короля Эдуарда VIII. Царствование Георга ознаменовано началом процесса распада Британской империи и её реорганизации в Содружество наций. Он был последним императором Индии (до обретения Индией независимости 15 августа 1947 года) и последним королём Ирландии (до 18 апреля 1949 года). Носил титул главы Содружества наций (англ. Head of the Commonwealth) с 29 апреля 1949 года.

## До вступления на престол
Второй сын короля Георга V и его супруги, королевы Марии. У Альберта было четверо братьев: будущий король Эдуард VIII (1894—1972), Генри, герцог Глостерский (1900—1974), Георг, герцог Кентский (1902—1942), принц Джон (1905—1919), который был аутичен и страдал эпилепсией, и сестра Мария (1897—1965), в замужестве графиня Харвуд.
По характеру Альберт был скромным и застенчивым человеком, к тому же страдал от сильного заикания. Однако он упорно занимался под руководством австралийского логопеда-самоучки Лайонела Лога и в результате почти полностью избавился от недуга.
Образование получил в Осборне и Королевском военно-морском училище в Дортмуте; в 1915 году получил звание мичмана и затем младшего лейтенанта. Участвовал в Ютландском сражении в качестве командира орудийной башни на линкоре «Коллингвуд». Дальнейшей службе на флоте помешали болезни: сначала приступ аппендицита, затем язва желудка. В марте 1918 года был переведён в морскую авиацию Королевских военно-воздушных сил, служил лётчиком на западном фронте, достиг должности командира звена. Службу проходил под фамилией Джонсон в целях конспирации. После войны в течение 1919 года изучал историю и экономику в Тринити-колледже Кембриджского университета.
В июне 1920 года стал герцогом Йоркским, 26 апреля 1923 года женился на леди Елизавете Боуз-Лайон, дочери 14-го графа Стратморского. С ней он познакомился ещё в 1905 году (5-летняя Елизавета угостила 10-летнего Альберта засахаренными вишнями с торта). В семье родились двое детей: 21 апреля 1926 года — принцесса Элизабет Александра Мария (будущая королева Елизавета II), а 21 августа 1930 года — принцесса Маргарет Роуз. В 1924—1925 годах герцог и герцогиня посетили Уганду и Судан, а в 1927 году — Австралию (в Канберре Альберт открыл здание австралийского парламента) и Новую Зеландию.

## Правление
После отречения брата Эдуарда VIII 11 декабря 1936 года герцог Йоркский стал королём Георгом VI; короновался 12 мая 1937 года — в день, ранее намеченный для коронации старшего брата. В отличие от отца, Георг VI не был возведён на престол в Дели как император Индии. Спустя сутки после вступления Георга VI на престол парламент Свободного государства Ирландия принял закон, фактически устранивший власть британского короля на территории Ирландии. В мае — июне 1939 года король и королева путешествовали по Канаде и посетили США.
В преддверии Второй мировой войны король неоднократно намеревался лично обратиться к Гитлеру с «умиротворяющим» посланием, но неизменно получал отказ премьер-министра Чемберлена, считавшего, что его дипломатии будет вполне достаточно. В мае 1940 года король с большой неохотой поручил формирование нового правительства Уинстону Черчиллю, к которому относился с предубеждением. Однако затем их отношения стали очень тёплыми: король и премьер-министр каждый вторник встречались за ланчем, обсуждая важные вопросы в непринуждённой обстановке. Впоследствии монарх говорил, что лучшего премьер-министра, чем Черчилль, не могло быть. О многих вопросах из тех, которые они обсуждали, король делал записи в своём дневнике — единственном сохранившемся свидетельстве их разговоров, полученном из первых рук.

### Вторая мировая война
В годы Второй мировой войны королевская чета постоянно посещала войска, военные предприятия, доки и госпитали по всей стране. В декабре 1939 года король прибыл в расположение британской армии во Франции, а в июне 1943-го с борта самолёта «Авро Йорк» вёл наблюдение за войсками союзников в Северной Африке. Он побывал также в Алжире, Триполи и на Мальте. В 1944 году Георг побывал в Нормандии — спустя 10 дней после высадки там войск союзников; в июле находился в южной части Италии, а в октябре — в Бельгии и Голландии.
В 1940 году резиденция монарха неоднократно подвергалась бомбовым ударам с воздуха; 12 сентября немецкая бомба взорвалась в 20 метрах от Букингемского дворца, что отразилось на здоровье короля: он не мог читать, часто с беспокойством смотрел на небо.
В случае оккупации Великобритании королевскую семью предполагалось эвакуировать в Канаду. Однако сам король уезжать не собирался: он намеревался остаться в стране и участвовать в Сопротивлении. С этой целью в 1940—1941 годах король регулярно упражнялся в стрельбе из разных видов оружия.
Несмотря на то, что Великобритания была союзником СССР, король относился к союзнику по коалиции с большой настороженностью.
В 1943 году по личному указанию короля был выкован наградной (церемониальный) меч Сталинграда, украшенный драгоценными металлами и камнями. Он предназначался жителям Сталинграда, чьим подвигом была восхищена королевская семья и весь британский народ. 29 ноября 1943 года меч был вручён премьер-министром Великобритании Уинстоном Черчиллем Маршалу Советского Союза Иосифу Виссарионовичу Сталину в присутствии президента США Франклина Рузвельта и почётного караула на церемонии, приуроченной к открытию Тегеранской конференции. В наше время экспонируется в Музее-панораме «Сталинградская битва» в Волгограде.

### Последние годы
В 1945 году после назначения премьер-министром Клемента Эттли король оказывал значительное влияние на главу правительства, в частности, настоял на том, чтобы министром иностранных дел был назначен известный своими антикоммунистическими взглядами Эрнест Бевин. Также Георг был против широкой национализации промышленности, начавшейся при лейбористах.
1 февраля 1947 года Георг VI, королева и принцессы отправились из Англии морем с государственным визитом в Южную Африку. Последние годы царствования Георга при лейбористском правительстве Эттли были ознаменованы ускорившимся распадом Британской империи и превращением её в Содружество наций. В 1948 году полную независимость получила Индия, в 1949-м — Ирландия. Предоставление Индии независимости вызвало большое недовольство Георга. С неохотой он дал в ноябре 1947 года и согласие на брак дочери Елизаветы, считая принца Филиппа Маунтбеттена не слишком блестящей партией.
В 1948 году во время царствования Георга VI Великобритания принимала XIV летние Олимпийские игры, которые проходили во второй раз в Лондоне. При этом он открывал эти Игры. Сами соревнования оказались неудачными для британцев, они выиграли всего три золотые медали.
В октябре 1951 года к власти вернулся Черчилль, всегда пользовавшийся поддержкой и благосклонностью короля.

### Болезнь и смерть
Напряжение времён войны пагубно сказалось на здоровье монарха, который, кроме того, очень много курил. У него стали развиваться атеросклероз, болезнь Бюргера и рак лёгких. В 1948 году запланированное путешествие королевской четы в Новую Зеландию и Австралию было отложено из-за ухудшившегося состояния здоровья короля, у него произошла закупорка артерии на правой ноге, что угрожало потерей ноги. Это привело к операции по резекции правого симпатического нерва поясницы в марте 1949 года. С ухудшением здоровья короля его старшая дочь и наследница Елизавета принимала на себя всё больше королевских обязанностей. Она и её муж Филипп, герцог Эдинбургский поехали в Новую Зеландию и Австралию вместо Георга и его жены.
Король смог провести церемонию открытия фестиваля Британии в мае 1951 года. 23 сентября 1951 года король подвергся операции: хирург Клемент Томас удалил ему лёгкое, целиком поражённое злокачественной опухолью. В октябре 1951 года Елизавета и Филипп предприняли месячную поездку в Канаду, отправление было отложено на неделю из-за болезни короля. Тронную речь на церемонии открытия парламента за короля прочитал лорд-канцлер виконт Симондс. Королевскую речь на Рождество Георг VI прочёл по частям, которые затем были смонтированы вместе.
31 января 1952 года Георг, несмотря на советы приближённых, приехал в Лондонский аэропорт, чтобы проводить дочь Елизавету и её мужа в Австралию, и сказал её бывшей няне: «Ради меня, присмотрите за Лилибет!». Это стало его последним появлением на публике.
Шесть дней спустя утром 6 февраля в 07:30 GMT его нашли мёртвым в постели в Сандрингемском дворце в Норфолке. Король умер ночью от коронарного тромбоза в возрасте 56 лет. Его дочь прилетела из Кении уже как королева Елизавета II.
Георг VI был похоронен 15 февраля 1952 года рядом с отцом, королём Георгом V, в часовне Святого Георгия. 31 марта 1953 года его мать королева Мария была похоронена рядом с мужем и сыном. 26 марта 1969 года после возведения мемориальной часовни останки Георга VI были перезахоронены в ней.

## Воинские звания и титулы
- Главнокомандующий Британскими Вооружёнными Силами (11 декабря 1936 — 6 февраля 1952);
- Главнокомандующий Сухопутными силами, ВВС и ВМС Канады (11 декабря 1936 — 6 февраля 1952);
- британский фельдмаршал (12 декабря 1936);
- адмирал флота (11 декабря 1936);
- маршал Королевских ВВС (11 декабря 1936);
  - вице-маршал авиации (3 июня 1932);
  - маршал авиации (1 января 1936);
  - главный маршал авиации (1936);
- Маршал Королевских Австралийских ВВС (1939, почётное звание);
- герцог Нормандский (острова Гернси и Джерси) (11 декабря 1936 — 6 февраля 1952);
- владетель острова Мэн (11 декабря 1936 — 6 февраля 1952)[29].

## Награды

### Британские
- Медаль Альберта (Королевское общество искусств) (1951)

### Других государств
1. Орден Святого Владимира 4-й степени с мечами (Российская империя, 1917).
2. Большой крест Военного ордена Италии (Италия, 1917).
3. Большой крест ордена Почётного легиона (Франция, 1917).
4. Большой крест ордена Белого орла (Югославия, 1918).
5. Большой крест ордена Леопольда I (Бельгия, 1918).
6. Нишан-и-Агдас[англ.] 1-го класса (Персия, 1919).
7. Орден Кароля I (Румыния, 1922).
8. Большой крест ордена Звезды Эфиопии (Эфиопия, 1924).
9. Большая лента ордена Мухаммеда Али (Египет, 1927).
10. Орден Солнца (Афганистан, 1928).
11. Орден Междуречья 1-го класса (Ирак, 1933).
12. Большой крест ордена Спасителя (Греция, 1936).
13. Большой крест ордена Феникса (Греция, 1936).
14. Орден Оясви Раянья (Непал, 1937).
15. Орден Серафимов (Швеция, 1937).
16. Большой крест ордена святого Карла (Монако, 1937).
17. Цепь ордена Хризантемы (Япония, 1937).
18. Орден Королевского дома Чакри (Таиланд, 1938).
19. Орден «Святые Равноапостольные Кирилл и Мефодий» (Болгария, 1938).
20. Большой крест ордена Святых Георгия и Константина (Греция, 1938).
21. Большой крест ордена Христа (Португалия, 1939).
22. Большой крест ордена Ависса (Португалия, 1939).
23. Большой крест ордена меча святого Якова (Португалия, 1939).
24. Большой крест ордена Звезды Карагеоргия (Югославия, 1939).
25. Большая лента ордена Хашимитов (Ирак, 1943).
26. Орден «Легион Почёта» степени главнокомандующего (США, 1945).
27. Большой крест ордена Вильгельма (Нидерланды, 1946).
28. Орден Оясви Раянья (Непал, 1946).
29. Цепь ордена Хусейна ибн Али (Иордания, 1949).
30. Большая цепь ордена Пехлеви (Иран, 1948).
31. Большой крест ордена Даненброг (Дания, 1948).
32. Орден Освобождения (Франция, 1960, посмертно)[30].

## Образ в культуре и искусстве

### В кинематографе
- 2010 – Фильм «Король говорит!» (Великобритания / Австралия). В роли Георга VI – Колин Ферт
- 2012 – Фильм «Гайд-Парк на Гудзоне» (Великобритания). В роли Георга VI – Сэмюэл Уэст
- 2015 – Фильм «Лондонские каникулы» (Великобритания). В роли Георга VI – Руперт Эверетт
- 2016 – Телесериал «Корона» (США / Великобритания). В роли Георга VI – Джаред Харрис
- 2017 – Фильм «Тёмные времена» (Великобритания). В роли Георга VI – Бен Мендельсон

### В компьютерных играх
- Является главой Великобритании в компьютерной игре Hearts of Iron IV.

## Память
В честь Георга VI были выпущены памятные монеты, банкноты и почтовые марки.
- Коронационная крона короля Георга VI
- Банкнота Индии
- Почтовая марка Свазиленда, 1938 г.
- Почтовая марка Кыргызстана, 2005 г.

## Комментарии
1. ↑  Переименован в Хитроу в 1966 году[23]
2. ↑  Они направлялись в Австралию через Кению